# オペラシチー
オペラシチー（Opera City、2001年4月16日 - 2021年3月2日）は日本の競走馬。主な勝ち鞍は2005年の目黒記念。2004年の菊花賞では3着に入っている。
馬主は一口馬主の友駿ホースクラブであるが、単独での募集はされず、他馬への出資1口に付き、オペラシチー1口分（8000分の1）が無料で提供された。
馬名の意味は、父名の一部＋冠名。

## 経歴

### 3歳（2004年）
2004年2月に小倉競馬場でデビューし、オリビエ・ペリエを鞍上に単勝1.1倍の断然人気に応え3.1/2馬身差で勝利。その後は佐藤哲三とのコンビで休養明けの500万下条件戦に勝つと、1000万下条件戦ではレコードタイムで勝利し、デビュー3連勝とした。無敗での重賞制覇が懸かった朝日チャレンジカップでは単勝2番人気に支持されたが、直線で伸び切れず、スズカマンボの7着に敗れる。続く菊花賞では単勝6番人気に甘んじたが、直線で伸び脚を見せ3着と健闘し、テイエムオペラオー・メイショウサムソンを輩出したオペラハウス産駒らしく、初の長距離戦でも適性を見せた。

### 4歳（2005年）
2005年初戦の1600万下条件戦は単勝1番人気に応え勝つが、続く日経賞・メトロポリタンステークスはともに3着に敗れた。しかし、目黒記念では直線での3 - 4頭の叩き合いをクビ差制し、2度目のレコードで重賞初制覇を飾る。続く札幌記念でも単勝1番人気に支持されるが、雨の影響か伸びず、ヘヴンリーロマンスの7着に敗れた。
3ヶ月ぶりのレースとなった京阪杯（京都）では、終始先行して最後の直線に入ったが、そこから伸びず11着に敗れ、続く有馬記念でも直線での不利もあって14着と大敗する（レースに関する詳細は第50回有馬記念を参照）。なお、佐藤が京阪杯と同日に東京競馬場で行われたジャパンカップダートでサンライズバッカスに、有馬記念ではタップダンスシチーに騎乗したため、この2戦は中舘英二に乗り替わりとなった。

### 5 - 6歳（2006 - 2007年）
2006年の初戦となったアメリカジョッキークラブカップでは3戦ぶりに佐藤とコンビを組み、レースでは離れた3番手を追走したが、直線では全く伸びず、0.9秒差の5着に終わる。続くダイヤモンドステークスでは終始2番手を先行するも直線でバテてしまい、デビュー以来最も離された2.7秒差の10着に敗れる。2005年の夏以降、5戦続けて見せ場を作れないまま敗れるなど精彩を欠き、休養に入っていたが、放牧先で骨折したため現役を引退することとなり、2007年2月15日付でJRAの競走馬登録を抹消された。

### 引退後
引退後は茨城県稲敷郡阿見町の武田牧場で乗馬として繋養され、同年の12月より引退名馬となった。
その後、武田牧場から複数回の移動を経て、最終繋養先の鹿頭ステーブルにて2021年3月2日に死亡した。20歳没。

## 競走成績
以下の内容は、netkeiba.comの情報に基づく。
| 競走日     | 競馬場 | 競走名          | 格       | 距離（馬場）  | 頭 数 | 枠 番 | 馬 番 | オッズ （人気） | 着順 | タイム （上り3F） | 着差 | 騎手      | 斤量 [kg] | 1着馬（2着馬）       | 馬体重 [kg] |
| ---------- | ------ | --------------- | -------- | ------------- | ----- | ----- | ----- | --------------- | ---- | ----------------- | ---- | --------- | --------- | -------------------- | ----------- |
| 2004.02.08 | 小倉   | 3歳新馬         |          | 芝2000m（良） | 7     | 4     | 4     | 001.10（1人）   | 01着 | R2:06.4（36.5）   | -0.6 | 0O.ペリエ | 56        | （マルタカアッパレ） | 510         |
| 0000.06.27 | 阪神   | 鶴橋特別        | 500万下  | 芝2000m（良） | 13    | 6     | 9     | 003.50（1人）   | 01着 | R2:02.0（35.1）   | -0.1 | 0佐藤哲三 | 54        | （ローレルハッピー） | 494         |
| 0000.07.25 | 小倉   | 玄海特別        | 1000万下 | 芝2000m（良） | 13    | 8     | 13    | 001.80（1人）   | 01着 | R1:58.3（35.1）   | -0.1 | 0佐藤哲三 | 54        | （トリリオンカット） | 498         |
| 0000.09.11 | 阪神   | 朝日チャレンジC | GIII     | 芝2000m（良） | 11    | 4     | 4     | 003.00（2人）   | 07着 | R2:01.9（34.0）   | -0.3 | 0佐藤哲三 | 52        | スズカマンボ         | 508         |
| 0000.10.24 | 京都   | 菊花賞          | GI       | 芝3000m（良） | 18    | 1     | 1     | 011.90（6人）   | 03着 | R3:06.0（35.5）   | -0.3 | 0安藤勝己 | 57        | デルタブルース       | 500         |
| 2005.02.26 | 阪神   | 御堂筋S         | 1600万下 | 芝2500m（良） | 8     | 7     | 7     | 001.80（1人）   | 01着 | R2:34.4（34.6）   | -0.1 | 0佐藤哲三 | 56        | （ストラタジェム）   | 496         |
| 0000.03.26 | 中山   | 日経賞          | GII      | 芝2500m（良） | 13    | 8     | 12    | 002.80（2人）   | 03着 | R2:33.5（35.4）   | -0.2 | 0佐藤哲三 | 56        | ユキノサンロイヤル   | 496         |
| 0000.04.24 | 東京   | メトロポリタンS | OP       | 芝2400m（良） | 11    | 6     | 6     | 001.80（1人）   | 02着 | R2:26.9（33.5）   | -0.0 | 0佐藤哲三 | 56        | キーボランチ         | 502         |
| 0000.05.21 | 東京   | 目黒記念        | GII      | 芝2500m（良） | 18    | 1     | 1     | 003.60（1人）   | 01着 | R2:29.8（35.2）   | -0.1 | 0佐藤哲三 | 56.5      | （ウイングランツ）   | 498         |
| 0000.08.21 | 札幌   | 札幌記念        | GII      | 芝2000m（良） | 14    | 1     | 1     | 003.40（1人）   | 07着 | R2:02.1（37.1）   | -1.0 | 0佐藤哲三 | 56        | ヘヴンリーロマンス   | 500         |
| 0000.11.26 | 京都   | 京阪杯          | GIII     | 芝1800m（良） | 18    | 5     | 9     | 012.90（5人）   | 11着 | R1:46.1（35.8）   | -1.3 | 0中館英二 | 56        | カンパニー           | 508         |
| 0000.12.25 | 中山   | 有馬記念        | GI       | 芝2500m（良） | 16    | 6     | 11    | 156.4（13人）   | 14着 | R2:33.7（36.6）   | -1.8 | 0中館英二 | 57        | ハーツクライ         | 504         |
| 2006.01.22 | 中山   | AJCC            | GII      | 芝2200m（稍） | 10    | 8     | 9     | 006.60（3人）   | 05着 | R2:14.1（35.7）   | -0.9 | 0佐藤哲三 | 57        | シルクフェイマス     | 496         |
| 0000.02.12 | 東京   | ダイヤモンドS   | GIII     | 芝3400m（良） | 15    | 5     | 9     | 011.40（4人）   | 10着 | R3:33.0（39.3）   | -2.7 | 0佐藤哲三 | 57        | マッキーマックス     | 496         |

## 血統表
| オペラシチーの血統サドラーズウェルズ系 / Nasrullah4×5＝9.375%（母内）、Lalun5×4＝9.375%、Nearco5×5＝6.25% | オペラシチーの血統サドラーズウェルズ系 / Nasrullah4×5＝9.375%（母内）、Lalun5×4＝9.375%、Nearco5×5＝6.25% | オペラシチーの血統サドラーズウェルズ系 / Nasrullah4×5＝9.375%（母内）、Lalun5×4＝9.375%、Nearco5×5＝6.25% | （血統表の出典） | （血統表の出典） |
| 父 *オペラハウス Opera House 1988 鹿毛 イギリス                                                           | 父の父Sadler's Wells 1981 鹿毛 アメリカ                                                                   | Northern Dancer                                                                                           | Nearctic         | Nearctic         |
| 父 *オペラハウス Opera House 1988 鹿毛 イギリス                                                           | 父の父Sadler's Wells 1981 鹿毛 アメリカ                                                                   | Northern Dancer                                                                                           | Natalma          |                  |
| 父 *オペラハウス Opera House 1988 鹿毛 イギリス                                                           | 父の父Sadler's Wells 1981 鹿毛 アメリカ                                                                   | Fairy Bridge                                                                                              | Bold Reason      | Bold Reason      |
| 父 *オペラハウス Opera House 1988 鹿毛 イギリス                                                           | 父の父Sadler's Wells 1981 鹿毛 アメリカ                                                                   | Fairy Bridge                                                                                              | Special          |                  |
| 父 *オペラハウス Opera House 1988 鹿毛 イギリス                                                           | 父の母Colorspin 1983 鹿毛 イギリス                                                                        | High Top                                                                                                  | Derring-Do       | Derring-Do       |
| 父 *オペラハウス Opera House 1988 鹿毛 イギリス                                                           | 父の母Colorspin 1983 鹿毛 イギリス                                                                        | High Top                                                                                                  | Camenae          |                  |
| 父 *オペラハウス Opera House 1988 鹿毛 イギリス                                                           | 父の母Colorspin 1983 鹿毛 イギリス                                                                        | Reprocolor                                                                                                | Jimmy Reppin     | Jimmy Reppin     |
| 父 *オペラハウス Opera House 1988 鹿毛 イギリス                                                           | 父の母Colorspin 1983 鹿毛 イギリス                                                                        | Reprocolor                                                                                                | Blue Queen       |                  |
| 母 シャルムマイヤー 1990 鹿毛 北海道浦河町                                                                | 母の父*ブレイヴェストローマン Bravest Roman 1972 鹿毛 アメリカ                                            | Never Bend                                                                                                | Nasrullah        | Nasrullah        |
| 母 シャルムマイヤー 1990 鹿毛 北海道浦河町                                                                | 母の父*ブレイヴェストローマン Bravest Roman 1972 鹿毛 アメリカ                                            | Never Bend                                                                                                | Lalun            |                  |
| 母 シャルムマイヤー 1990 鹿毛 北海道浦河町                                                                | 母の父*ブレイヴェストローマン Bravest Roman 1972 鹿毛 アメリカ                                            | Roman Song                                                                                                | Roman            | Roman            |
| 母 シャルムマイヤー 1990 鹿毛 北海道浦河町                                                                | 母の父*ブレイヴェストローマン Bravest Roman 1972 鹿毛 アメリカ                                            | Roman Song                                                                                                | Quiz Song        |                  |
| 母 シャルムマイヤー 1990 鹿毛 北海道浦河町                                                                | 母の母キョウエイシェアー 1978 芦毛 北海道浦河町                                                           | *フォルティノ                                                                                             | Grey Sovereign   | Grey Sovereign   |
| 母 シャルムマイヤー 1990 鹿毛 北海道浦河町                                                                | 母の母キョウエイシェアー 1978 芦毛 北海道浦河町                                                           | *フォルティノ                                                                                             | Ranavalo         |                  |
| 母 シャルムマイヤー 1990 鹿毛 北海道浦河町                                                                | 母の母キョウエイシェアー 1978 芦毛 北海道浦河町                                                           | *グリーンパスチャーズ                                                                                     | Palestine        | Palestine        |
| 母 シャルムマイヤー 1990 鹿毛 北海道浦河町                                                                | 母の母キョウエイシェアー 1978 芦毛 北海道浦河町                                                           | *グリーンパスチャーズ                                                                                     | Comedy F-No.10-b |                  |

- 叔父 - オースミレパード（牡・1991年生、父アンバーシャダイ）

JRA6勝・地方27勝、主な勝ち鞍：1995年アンドロメダステークス（オープン）・1997年オパールステークス（オープン）